# Bundesautobahn 713
Pour les articles homonymes, voir A713.
La Bundesautobahn 713 était le projet d'une Bundesautobahn dans le Land de Bavière, à Wurtzbourg.

## Géographie
L'A 713 devait partir de l'échangeur de Wurtzbourg-Estenfeld avec la Bundesautobahn 7, traverser le centre-ville de Wurtzbourg jusqu'à l'échangeur Würzburg-Heidingsfeld avec la Bundesautobahn 3. Aujourd'hui, la Bundesstraße 19, qui s'apparente en partie à une autoroute, longe le tracé.